# Thomas Breuer
Thomas Breuer (* 10. August 1966 in Pune, Indien; † 11. September 2023 in Feldkirch) war ein österreichischer Mathematiker und ab 1999 Hochschullehrer an der Fachhochschule Vorarlberg.

## Leben
Er studierte von 1984 bis 1988 theoretische Physik an der ETH Zürich. Die Diplomarbeit „The General Solution of the Feigenbaum-Cvitanovic Equation“ wurde von O. E. Lanford III betreut. Die Studienjahre 1988 und 1989 verbrachte er als Stipendiat am Mathematics Department der Princeton University. Nach einem Master in International Relations an der Diplomatischen Akademie Wien (1989–1991) absolvierte er von 1991 bis 1994 ein Doktorat an der University of Cambridge, England. Der Titel der Dissertation bei Michael L. G. Redhead war „Classical Observables, Measurement, and Quantum Mechanics“. Als Alexander-von-Humboldt-Stipendiat war er 1995 an der Universität Köln am Institut für Theoretische Physik. 1996 erfolgte die Habilitation an der Universität Salzburg zum Thema „Universalität und Unvollständigkeit – Die Grenzen physikalischer Theorien“.
Thomas Breuer leitete das Forschungszentrum Prozess- und Produkt-Engineering (PPE) an der FH Vorarlberg, wo er sich unter anderem mit Finanzmathematik, Statistik, Operations Research, Quantenmechanik und Philosophy of Science befasste. Zudem war er Professor für statistische Mathematik.
Er verstarb am 11. September 2023 in Feldkirch.

## Schriften
- Overcoming dimensional dependence of worst case scenarios and of maximum loss. In: Journal of Risk. Band 11, Nr. 1, 2008, S. 79–92, doi:10.21314/JOR.2008.184.
- Another No-go Theorem for Hidden Variable Models of Inaccurate Spin 1 Measurements. In: Sandra D. Mitchell (Hrsg.): PSA 2002. Proceedings of the 2002 biennial meeting of the Philosophy of Science Association Teil 1: Contributed Papers (= Philosophy of Science. Band 70, Nr. 5, 2003). University of Chicago Press, Chicago IL 2003, S. 1368–1379, doi:10.1086/377414.
- Kochen-Specker Theorem for Finite Precision Spin 1-Measurements. In: Physical Review Letters. Band 88, Nr. 24, 2002, 240402, (Digitalisat).
- Quantenmechanik. Ein Fall für Gödel? Spektrum – Akademischer Verlag, Heidelberg u. a. 1997, ISBN 3-8274-0191-7.